# 流體靜力平衡
流體靜力平衡 （法文: Équilibre hydrostatique; 德文: Hydrostatisches Gleichgewicht; 英文：Hydrostatic equilibrium）也稱爲靜力學平衡、靜水壓平衡，是指當流體處於相對靜止，或匀速運動時的平衡狀態。比如地球大氣在重力和由壓力梯度形成的與前者方向相反壓強梯度力之間的平衡，使其不致被重力壓扁，也不致被壓強梯度力擴散到太空中。

## 數學理論

如果圖示的流體沒有運動, 該流體所受合力為零

對於相對靜止或勻速運動的流體, 牛頓運動定律表明該物體所受合力為零 – 向上的力和向下的力相等. 這種平衡被稱為流體靜力平衡。
我們可以將該氣體分解為若干微長方體體積元素。當只考慮其中一個元素時, 我們可以解決當所有為長方體是一個整體的境況。
有三種力：
由流體上壓力P產生的作用在微立方體的頂部之上的向下的力, 根據壓力的定義,
{\displaystyle F_{top}=P_{top}\cdot A}
相似的, 作用在體積元素上從流體壓力下向上推的了力是
{\displaystyle F_{bottom}=-P_{bottom}\cdot A}
在這個等式中, 減號來自於方向 – 這個力支持了體積元素, 而不是將它們拉下去 (我們認定正方向的力作用向下, 如果你將"下"當成"上"對於靜流體壓力結果一樣).
最後, 體積元素的重量導致了一種向下的力。 如果用 ρ表示密度, 體積是V， 然後g是標準重力, 那麼:
{\displaystyle F_{weight}=\rho \cdot g\cdot V}
微立方體的體積等於頂部或底部的面積乘以高度 - 計算立方體的等式
{\displaystyle F_{weight}=\rho \cdot g\cdot A\cdot h}
平衡這些力, 作用在氣體上的合力為
{\displaystyle F_{total}=F_{top}+F_{bottom}+F_{weight}=P_{top}\cdot A-P_{bottom}\cdot A+\rho \cdot g\cdot A\cdot h}
如果氣體不動，它將是零。 如果我們除以A,
{\displaystyle 0=P_{top}-P_{bottom}+\rho \cdot g\cdot h}
或者,
{\displaystyle P_{top}-P_{bottom}=-\rho \cdot g\cdot h}
Ptop − Pbottom 在壓力中變化, h是體積元素的高度 – 地面上距離的改變。考慮這些改變是無窮微小的, 等式可以用導數的形式表達。
{\displaystyle dP=-\rho \cdot g\cdot dh}
密度隨壓力的改變而改變, 重力根據高度的改變而改變, 所以等式會成為:
{\displaystyle dP=-\rho (P)\cdot g(h)\cdot dh.}
注意最後的這個等式在流體靜力平衡的境況下，可以根據三維的納維-斯托克斯方程式解決。
{\displaystyle u=v={\frac {\partial p}{\partial x}}={\frac {\partial p}{\partial y}}=0.}
唯一的平凡等式是 {\displaystyle z}-equation,現在讀作
{\displaystyle {\frac {\partial p}{\partial z}}+\rho g=0.}
這樣流體靜力平衡可以被認為是納維-斯托克斯方程式的一個特殊情況。

## 應用

### 流體
流體靜力平衡和流體靜力學與流體平衡原理密接相關。流體靜力平衡是對于計量水中物質的特別平衡，流體靜力平衡可以用來發現它們之間的比重。

### 大氣
流體靜力平衡是支持大氣不坍塌的重要平衡。

### 天文學
流體靜力平衡是恆星不會向內坍縮（內爆）或爆炸的原因。在天文物理，在恆星內部給定的任何一層，都是在熱壓力（向外）和在其外物質的質量產生的壓力（向內）平衡的狀態，這種平衡稱為流體靜力平衡。恆星就像一顆氣球，在氣球中，氣球內部的氣體向外擠壓，大氣壓力和彈性材料提供足夠的向內的抵抗壓力，使氣球的內外壓力平衡。在恆星的情況下，恆星內部的質量提供向內的壓力，各向同性的重力場壓縮恆星使它成為最緊湊的形狀：球形。
在理论上，一个恒星在只受重力（以及其他各向同性力）的影响下，其形状是一个理想球体。然而在實際的情況下，所有其它的力都是各向异性向外的，最常被注意到的就是由恆星自轉產生的離心力。一顆自轉的恆星會依據其角速度成為在流體靜力平衡下的橢球體；在此點上，它將成為雅可比（不規則）橢圓，更高的旋轉速度就會形成梨形。一個極端的例子是織女星，它的自轉周期是12.5小時，因此它的赤道比兩極胖了約20%。 
如果一顆恆星的附近有大質量的伴星，就會產生潮汐力的作用，使它的球形在朝向伴星的方向上扭曲成為扁球體，漸臺二（天琴座β）就是一個例子。
在星系團介質中它也是重要的，它限制了存在星系團核心部分的氣體總量。
此外，有足夠的質量，能以自身的重力克服剛體力，以呈現流體靜力平衡的形狀也是行星或矮行星的定義要素之一。